# 윌리엄 로빈슨

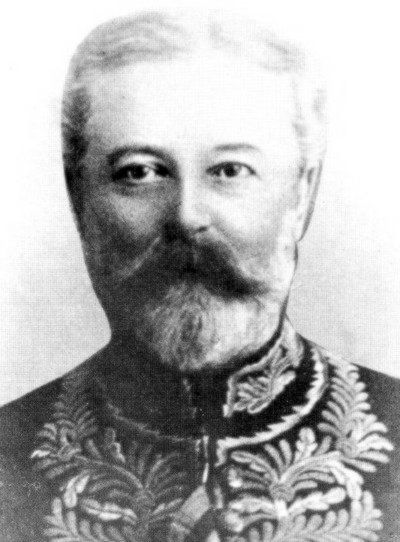
윌리엄 로빈슨

윌리엄 로빈슨 경(Sir William Robinson, 중국어: 羅便臣, 1836년 2월 9일~1912년 12월 1일)은 영국의 식민지 관료로 1874년부터 1880년까지 바하마 총독, 1885년부터 1889년까지 트리니다드 총독, 1889년부터 1891년까지 트리니다드 토바고 총독을 지냈고 이후 홍콩 총독을 역임했다. 바하마 나소에는 그의 이름에서 따온 로빈슨 로드가 있다. 그러나 마크 영, 크리스 패튼과 더불어 홍콩에 자신의 이름을 딴 지명이 없는 유일한 홍콩 총독이다. 홍콩에 로빈슨이라는 이름이 붙은 지명이 있지만 허큘리스 로빈슨 총독의 이름에서 따온 것이다.
| 전임 조지 윌리엄 데 보 | 제11대 홍콩의 총독 1891년 12월 10일~1898년 11월 25일 | 후임 헨리 아서 블레이크 |